# Ракита (област Плевен)
Вижте пояснителната страница за други значения на Ракита.
Ракѝта е село в Северна България. То се намира в община Червен бряг, област Плевен.

## География
Селото се намира на около 41 km югозападно от гр. Плевен по главен път София-Русе, на територията на община Червен бряг. До с. Ракита може да се стигне с автомобилен транспорт, отбивайки се вдясно от разклона при село Радомирци община Червен бряг, на главен път София-Русе. Идвайки от Русе, трябва да се следва отбивката от главния път вляво след село Телиш, област Плевен. От селото има изход на второстепенен път за град Тетевен с нормална ширина и с добро асфалтово покритие.
Надморската височина е около 150 – 200 m, климатът не се различава от останалата част от региона. През селото не протичат реки. Има изграден малък изкуствен водоем-язовир, носещ името „Соватски дол“, намиращ се югоизточно от селото по пътя за гр. Тетевен, в гориста местност с преобладаваща дъбова гора.
Икономиката на селото не е добре развита, както и в останалата част от региона. Преобладаващ отрасъл е земеделието. В непосредствена близост до с. Ракита в североизточна посока има изградена ВЕЦ с инсталирана мощност 2x2,6 MW, която е собственост на частна фирма. Електроцентралата ползва вода от т.нар. Витска напоителна система, която преминава през землището на Ракита.
Селото има сравнително добра инфраструктура – телефон БТК, мобилна връзка/М-Тел, Глобул/, вода (целогодишно), но с остаряла тръбопроводна мрежа. Уличната мрежа не е много добре развита, липсва канализация. Съществува редовен автобусен транспорт до градовете Червен бряг Ловеч и Плевен. От с. Телиш, което е на разстояние от 7 km, може да се направи връзка с пътнически влак в направленията София, Русе и Варна.
Населението е преобладаващо българско – 80%, а останалите 20% са роми. Българската част от населението е със стари християнски традиции. Съществува добре поддържан и ремонтиран източноправославен храм, функциониращо училище и детска градина (данните са от 2007 година).

## История
Има данни за съществуване на училище още през 1850 година. Сега основното училище „Св. св. Кирил и Методий“ има 79 ученици, разпределени в 6 паралелки. В Ракита още през 1894 година е открита прогимназия, в която се учат много ученици от околните селища. Това е първата прогимназия в района.
Читалището е основано през 1902 – 1903. Сегашният му наследник – читалище „Н. Й. Вапцаров“ няма собствена сграда, библиотеката му се помещава в сградата на кметството.

## Религии
Източно православие. Почитат се всички източноправославни празници. В селото има църква на името на св. Параскева /света Петка/. В края на октомври на Петковден е сбора на селото. Към 1893 г. в селото са живели и 38 помаци.

## Културни и природни забележителности
Паметници и исторически обекти:
- три надгробни могили в землището на селото
- антични селища в района на селото и в местността „Умника“
- в покрайнините на селото в североизточна, източна и югоизточна посока е минавал римски път с калдъръм от редени камъни.
- могилата – градище в местността „Черковното“
- паметник на загиналите жители на Ракита във войните на ХХ в.
- Паметна плоча на част от загиналите войни във войните – намира се в селското гробище
- Паметен знак на артилерист от лейбгвардията, участвал в боевете при Телиш 24 – 28 октомври 1877 г.

Природни забележителности:
- местността „Езерото“ с множество пещери и карстови извори. От там се снабдява селото с питейна вода целогодишно, тъй като водоизточника не пресъхва и през най-сушавите години.
- скален мост „Седларката“. Малко по нагоре от Седларката се намира равна пеш – пещера, която започва сред полето във фуниевиден слог, така че не се вижда от пръв поглед. Дълга е повече от километър. Има стеснения и големи зали, множество сталагмити и сталактити, вътрешна река и пропаст. Водата на реката излиза на повърхността в пещерата под Седларката. През 60-те години там е имало мандра на ТКЗС на селото. Понастоящем входа на пещерата в полето е засипан с пръст, за да се предотврати нещастен случай на деца влизащи в пещерата.
- ракитска могила
- цер в двора на Витан Тодоров
- бяла черница на тротоара на ул. „Ал. Стамболийски“
- бяла черница в двора на Марин Тодоров, ул. „Хр. Ботев“ № 35

## Редовни събития
Събор, провеждащ се на Петковден по стар стил (последна събота и неделя на месец октомври).

## Други
Характерно церемониално откриване на годишния ловен сезон през месец август за ловни дружинки от с. Ракита и с. Горни Дъбник в местността „Чуките“, югоизточно от село Ракита.
Кухнята не се отличава от останалата част на региона, като преобладават и някои специфични ястия за селото, като:
- Кросмач – характерното за него е, че се приготвя от последното за сезона на доенето овче мляко и е без сирене. Млякото се вари на водна баня със сол, като се бърка непрекъснато до сгъстяване. Сваля се от огъня и се бърка всеки ден една седмица после през ден докато се сгъсти и узрее. Когато е напълно готово се затваря в буркани като се държи на хладно място. Днес хората го стерилизират и така се ползва целогодишно.
- Овча чорба (застроен курбан) – приготвя се от овче месо и овчи дреболии.
- Лучник – постно ястие.
- Пържено-постно лятно ястие от домати, лук, печени чушки и малка част зелени джанки.
- Летен таратор – студено предястие от краставици, кромид лук, чесън, сварени и охладени зелени джанки заедно с бульона, копър и магданоз.
- Кърначета – характерни за селото и ненадминати по вкусови качества (по рецепта на известния местен готвач Васил Изворски).
- Печено на кална фурна или в трап цяло агне.